# 本傑什蒂-喬卡迪亞鄉

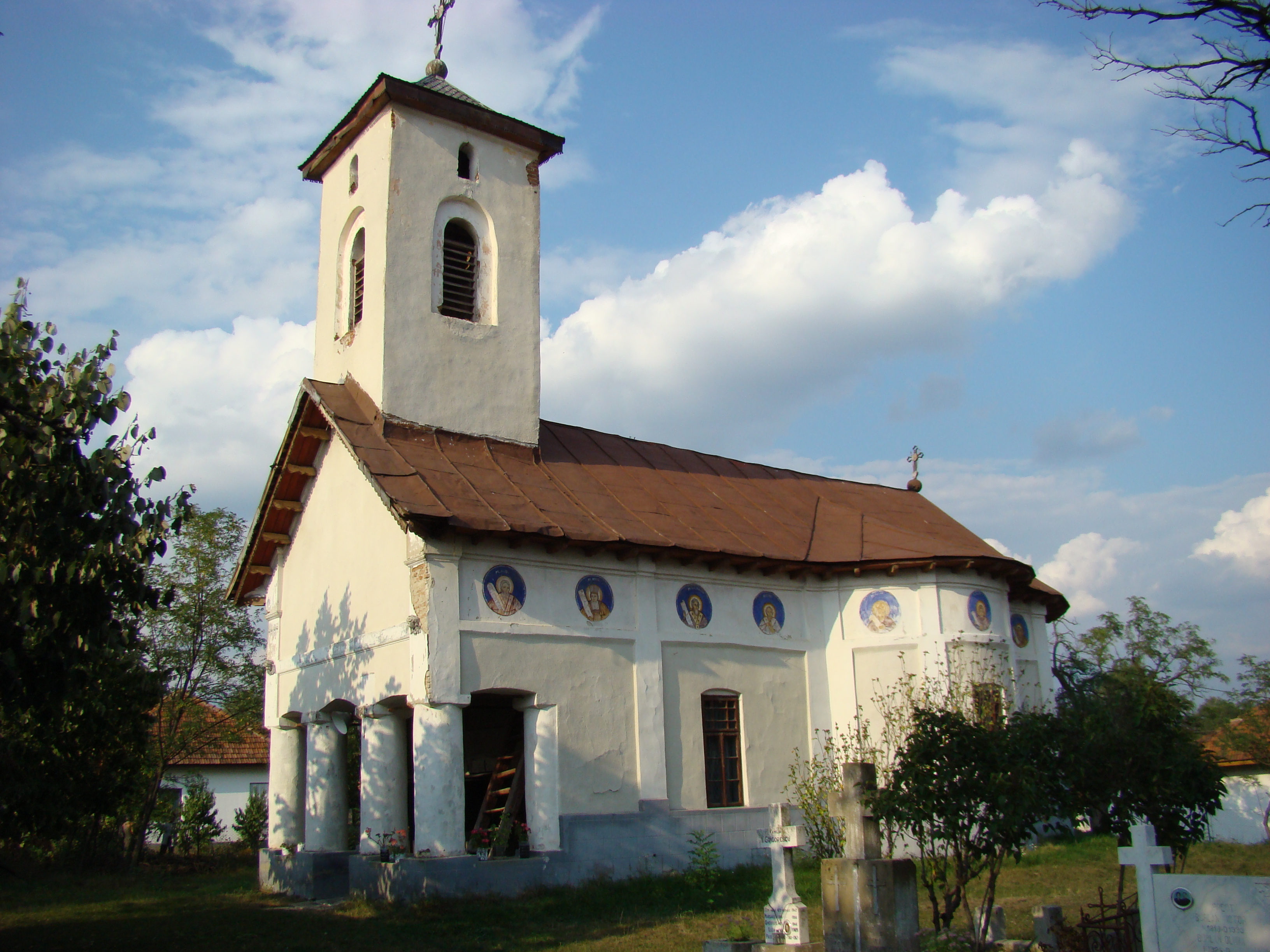

45°04′N 23°36′E / 45.067°N 23.600°E
本傑什蒂-喬卡迪亞鄉（羅馬尼亞語：Comuna Bengești-Ciocadia, Gorj），是羅馬尼亞的鄉份，位於該國西南部，由戈爾日縣負責管轄，面積47平方公里，海拔高度319米，2007年人口3,315，人口密度每平方公里70人。